# Noyers-sur-Jabron (tổng)
Tổng Noyers-sur-Jabron là một tổng ở tỉnh Alpes-de-Haute-Provence trong vùng Provence-Alpes-Côte d'Azur.
Tổng này được tổ chức xung quanh Noyers-sur-Jabron ở quận Forcalquier. Độ cao từ 485 m (Bevons) đến 1 825 m (Noyers-sur-Jabron) với độ cao trung bình là 627 m.

## Hành chính
| Giai đoạn | Ủy viên           | Đảng | Tư cách             |
| --------- | ----------------- | ---- | ------------------- |
| 2004-2010 | Pierre Yves Vadot | PS   | Thị trưởng Valbelle |

## Các đơn vị hành chính
Tổng Noyers-sur-Jabron gồm 7 xã với dân số 1 099 người (điều tra năm 1999, dân số không tính trùng)
| Xã                       | Dân số | Mã bưu chính | Mã insee |
| ------------------------ | ------ | ------------ | -------- |
| Bevons                   | 132    | 04200        | 04027    |
| Châteauneuf-Miravail     | 68     | 04200        | 04051    |
| Curel                    | 57     | 04200        | 04067    |
| Noyers-sur-Jabron        | 337    | 04200        | 04139    |
| Les Omergues             | 99     | 04200        | 04140    |
| Saint-Vincent-sur-Jabron | 192    | 04200        | 04199    |
| Valbelle                 | 214    | 04200        | 04229    |

## Thông tin nhân khẩu
| 1962                                                     | 1968 | 1975 | 1982 | 1990 | 1999  |
| -------------------------------------------------------- | ---- | ---- | ---- | ---- | ----- |
| 683                                                      | 779  | 721  | 784  | 872  | 1 099 |
| Nombre retenu à partir de 1962 : dân số không tính trùng |      |      |      |      |       |